# 石神井
石神井（しゃくじい）とは、東京都練馬区の南西部に位置する地区。石神井が含まれる町名は、石神井町、下石神井、石神井台、上石神井、上石神井南町に分けられる。

## 機関
- 石神井庁舎（石神井区民事務所）[1]
- 石神井警察署 - 石神井町六丁目。石神井町、下石神井、石神井台、上石神井、上石神井南町、立野町、関町東、関町南、関町北、東大泉、南大泉、西大泉町、西大泉、大泉学園町、大泉町地域を管轄している。光が丘警察署が出来るまでは、谷原・光が丘地区も石神井警察署が管轄していた。
- 石神井消防署 - かつては石神井公園駅北口にあったが、当該署は設置当初は「出張所」になり、後に本署となった。
- 練馬区役所石神井庁舎 - 石神井町三丁目
- 練馬区保健所石神井分室
- 練馬年金事務所 - 石神井町四丁目
- 石神井地区委員会事務局[2]

## 名称の由来
「石神」（しゃくじ、いしがみ）に由来すると伝えられている。むかし村人が井戸を掘った折、石棒が出てきた。その石棒には奇端（きずい＝めでたいことの前兆）があり、村人達はそれを霊石、石神様として祭った。これが通称「石神神社」、今の石神井神社の始まりだという。いつか、村の名もそれにちなんで石神井となった。一説には、石神様は三宝寺池（今の石神井公園の一部）から出現した石剣ともいう。

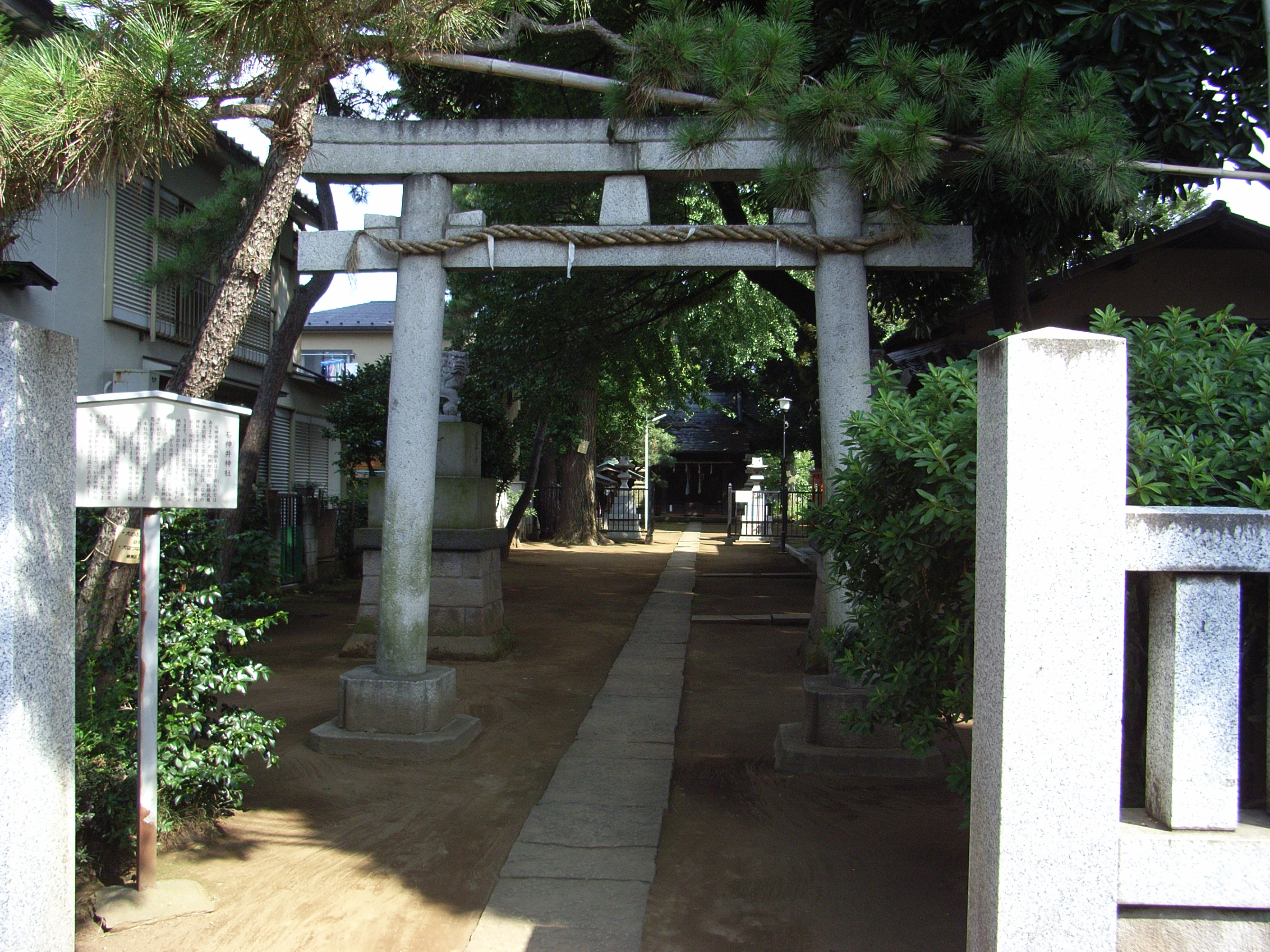
石神井神社

石神井の地名は古く、鎌倉時代の弘安5年（1282年）に宇多重広（うだしげひろ）という武将が、娘に石神井の所領を譲った書付けがある。
現在この石剣は、石神井神社に神体として祭られている。

## 人口等
人口
55,117人（5年間で3,429人、6.63%増）。うち、石神井町25,471人、石神井台29,646人
世帯数
24,987世帯
（平成17年度国勢調査（速報値））

## 名所・旧跡
石神井公園（石神井池、三宝寺池）
都立公園。武蔵野三大湧水地のひとつとして有名。
石神井城址
当地の豪族・豊島氏の居城。三宝寺池畔にあり、現在、土塁のみが残っている。1477（文明9）年、太田道灌に攻め滅ぼされた。落城の折、城主豊島泰経の娘・照姫が三宝寺池に入水したといわれており、三宝寺池畔には、泰経と照姫の遺品を埋めたとされる殿塚と姫塚がある。

## ゆかりの人物
檀一雄
作家。1912（明治45）年生まれ-1976（昭和51）年没。女優・檀ふみの父親。石神井公園近くに居住していた。代表作「火宅の人」。1986年、深作欣二監督、緒形拳主演で映画化された。
檀ふみ
女優。1954（昭和29）年生まれ。作家・檀一雄の娘。石神井公園近くに居住している。
古谷三敏
漫画家。1936（昭和11）年生まれ。石神井台に居住。代表作「ダメおやじ」
平井和正
作家。1938（昭和13）年生まれ。石神井台に居住。代表作「幻魔大戦」
江原真二郎
俳優。1936（昭和11）年生まれ。三宝寺池近くに居住。女優・中原ひとみの夫。
中原ひとみ
女優。1936（昭和11）年生まれ。三宝寺池近くに居住。俳優・江原真二郎の妻。照姫祭りで照姫の母方役を演じたこともある。
吉沢やすみ
漫画家。1950（昭和25）年生まれ。代表作「ど根性ガエル」
弘兼憲史
漫画家。1947（昭和22）年生まれ。代表作「課長島耕作 人間交差点」漫画家柴門ふみの夫。
柴門ふみ
漫画家。1957（昭和32）年生まれ。代表作「PS.元気です俊平 あすなろ白書 東京ラブストーリー 家族の食卓 新・同棲時代 同・級・生」
假屋崎省吾
華道家。1958年生まれ。区立光和小学校出身である。
角松敏生
音楽家。1960年生まれ。区立石神井西中学校出身。卒業パーティーで「いとしのLayla」を披露。当時はギタリストでもあった。
ほかに、松本孝弘、川崎麻世、和久井映見、小林綾子など。

## 石神井を舞台とする作品
- 失踪日記・原作者の失踪実体験漫画。失踪先として石神井公園とその周辺が登場。詳細紹介ガイドブック逃亡日記にて更なる紹介インタビュー記事も記載される。(吾妻ひでお著)
- アダルト・ウルフガイ・シリーズ『人狼白書』（平井和正著）
- ドラえもんやラーゼフォンの舞台は、石神井周辺がモデルと言われている[誰によって?]。
- とり・みき作の石神伝説に石神井周辺が舞台になっている話がある[どこ?]。
- 吉沢やすみ代表作ど根性ガエルは、石神井周辺がモデルと言われている[誰によって?]。
- HoneyWorks原作ずっと前から好きでした。〜告白実行委員会〜は、石神井周辺がモデル[どこ?]。
- TVアニメ　やがて君になる 第3話 まだ大気圏 中に、石神井町4丁目の描写が有る[要検証 – ノート]。

## 地域イベント
- 照姫まつりが有名である。石神井在住の小林綾子が照姫役を演じた[要検証 – ノート]こともある。